# Joshua L. Martin
Joshua Lanier Martin, född 5 december 1799 i Blount County, Tennessee, död 2 november 1856 i Tuscaloosa, Alabama, var en amerikansk politiker. Han representerade delstaten Alabamas andra distrikt i USA:s representanthus 1835–1839. Han var guvernör i  Alabama 1845–1847. Som kongressledamot var han demokrat men som guvernör partipolitiskt obunden.
Martin studerade juridik och inledde sin karriär som advokat i Athens, Alabama. Han arbetade 1834 som domare och blev sedan invald i representanthuset. Efter två mandatperioder som kongressledamot efterträddes han av David Hubbard.
I guvernörsvalet 1845 vann Martin valet som obunden kandidat. Under hans ämbetsperiod som guvernör flyttades delstatens huvudstad from Tuscaloosa till Montgomery. Martin efterträddes 1847 som guvernör av Reuben Chapman. Efter sin tid som guvernör arbetade Martin som advokat i Tuscaloosa.